# ابولی
ابولی (به لاتین: Abbolli) در هند است که در کارناتاکا واقع شده‌است.